# Jelen (ifjúsági folyóirat)

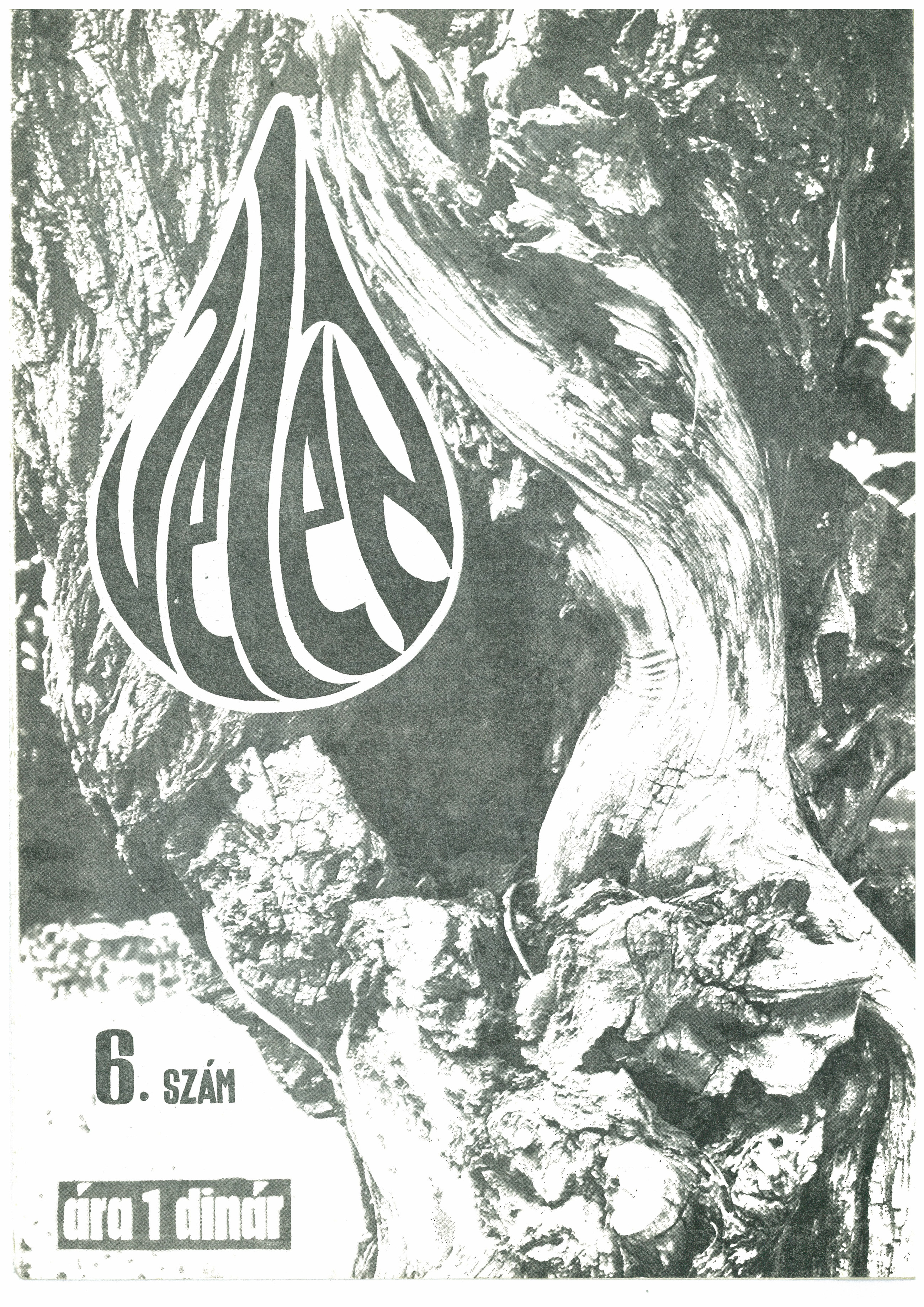
6. szám (1971)

A Jelen egy magyar nyelvű jugoszláv ifjúsági folyóirat, amely Szabadkán jelent meg 1968–1976 között

## Története
1967-ben Kollár Ferenc fiatal szabadkai újságíró  ifjúsági lap alapítását kezdeményezte, melynek megszűnéséig, 1976-ig egyik szerkesztője volt. 1969–1976 között 53 szám készült. Egyes lapszámok megtalálhatók az Országos Széchényi Könyvtárban (1969-1976) is.

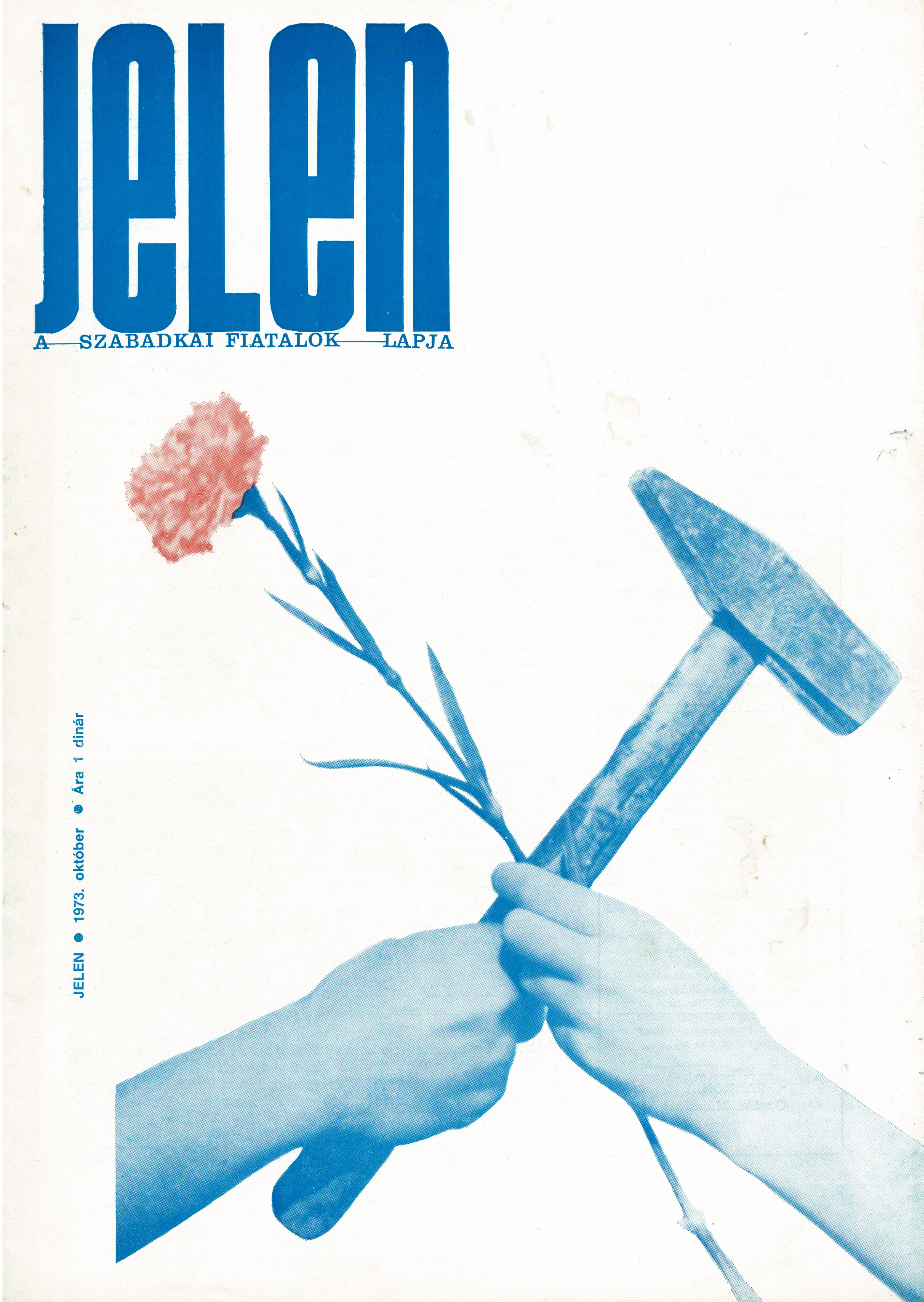
10. szám (1973)

A Jelen szerkesztésében részt vett Ruzmann Rudolf, Bencsik István, Guzsvány Mária, Gönci Sára, Siskovszki András, Hornok Ferenc, Burián László, Beer Miksa, Horváth Sándor, Gubics Ferenc, Kopeczky Csaba, Krekovics Ferenc, Németh Janos, Toldy József Szalma László, Szabó H. Teréz, Király László, Kasziba István, Lantos László, Terék Erzsébet, Gyólai Zoltán, Vujkov Mária, Gulyás József, Právda József és Miskolczy József.
A Jelen impresszumában főszerkesztőként voltak megjelölve: Beer Miksa (1970), Ruzmann Rudolf (1971), Németh János (1972), Miskolczi József (1973), Aleksandar Merković (1974), Kollár Ferenc (1975).
1975 októberében (amikor Merković, volt a főszerkesztő és Siskovszky, a technikai szerkesztő) a lapot a vezércikk és annak illusztrációja miatt a „cenzúra” bezúzatta, a szerkesztőket azonnali hatállyal menesztették és még aznap Kollár Ferencet neveztek ki szerkesztőnek.
Valójában az ifjúsági titkár, Ilija Šuica tett kifogást és szerzett bírói végzést arra, hogy a lapot az újságárusoktól összeszedjék és bezúzzák. Az akkori politikusokra oly jellemzően minden szimbólumot félreértettek és történelmi ismeretük hiánya miatt félre is magyaráztak. A Jelen címlapján pedig egy olyan grafika volt, melyen egy kis partizán csillagos golyót lő a nagy német katona szívébe. A politikusok-cenzorok szerint a partizánt sohasem lehet kicsinek, a németet pedig nagynak illusztrálni. Hiába volt minden ellenérv, hogy igazi hős cselekedet az amikor Dávid legyőzi Góliátot – a lapot mégis bezúzták.
1977-1981 között ötször próbálkoztak a Jelen újraindításával. Boško Kovačević és Király László voltak a főszerkesztők. Évente egy-egy lapszámot sikerült is kiadni, de munkatársakat nem találtak és a terjesztést sem sikerült megoldani – így aztán a sok kudarc után végképp megszűnt a Jelen.

## Alapítás
1967. november 18-án az Szabadkai Községi Ifjúsági Szövetség közgyűlésén Kollár Ferenc  kezdeményezte, egy magyar nyelvű ifjúsági irodalmi folyóirat indítását.
Előzményként el kell mondani, hogy a  moravicai fiatalok, Tóth László és Vankó Gergely már 1967 márciusban megjelentették újságjukat Vándorbot címmel. Szabadkai delegációként Gyulyás József, Török István és Kollár Ferenc elmentek hozzájuk, hogy együttműködést kezdeményezzenek, de ők azt mereven elutasították. Többek között ezért határoztak egy szabadkai lap megalapításáról.
1967 őszén Kollár Ferenc Törökkel és Gulyással határoztak a lapról. Alfa nevet választották és a grafikai tervek is elkészültek, azonban sem az Ifjúsági Szövetség sem a Községi Képviselő Testület nem igazán állt a kezdeményezésem mögé. Pedig Bagi Károly községi elnök megengedte, hogy a cél érdekében Kollár Ferenc felszólalhatott a Képviselő Testület ülésén. A komitétosok azonban azzal érveltek, hogy nincs Szabadkán annyi munkás fiatal költő, hogy egy lapot meg lehessen tölteni. Kollár ennek az ellenkezőjét szerette volna bebizonyítani. Járta a középiskolákat meg a gyárakat és próbálta versírásra buzdítani a fiatalokat, sőt még valami gyorstalpaló tanfolyamot is tartott számukra, de nem igazán jött össze nagyobb költői társaság, csak egy-két zsendülő munkásköltőt sikerült előállítani.Kollár ezt látva megbeszélte Dévavári Zolival, az Életjel szerkesztőjével, hogy  az Életjel keretében megrendezhesse a fiatal tollforgatók vetélkedőjét. Összetoborozta legbizalmasabb barátait és felkérte őket, hogy legyenek költők, azaz induljanak a vetélkedőn, azaz  adják nevüket, majd ő megírja helyettük a verseket.
Balogh Mihály, Tisity Gábor, Szücs Ferenc, Hicsik Sándor, Kiss Péter, Kovács János vállalták a költői szerepet és 1969 március - április folyamán a Városházán le is zajlottak a vetélkedők. Természetesen a vetélkedőn indult a többi, valódi fiatal költő is. Kollár  nem indult, ö a műsort szerkesztette és vezette. A bíráló bizottságot az Életjel szerkesztői alkották élükön Dévavári Zoltánnal.
Az eredményhirdetés után Kollár számára kiderült, hogy minden díjat az ő költői nyertek. A díjak azt jelentették, hogy a verseket a 7Nap közli és azért honorárium jár. Harminc év elteltével Kollár nyilatkozta: Úgy emlékszem, hogy a megjelentett versekért soronként 4 Dinár volt a tiszteletdíj. Minden díjnyertes barátomtól felhatalmazást kaptam, hogy nevükben felvehessem az engem illető honoráriumot. Szerintem Dévavári, aki egyben a 7Nap lektora is volt, rájött, hogy a versek egy alkotótól származnak, csak mivel ő is asszisztált a vetélkedőhöz, nem akart botrányt, hanem inkább hallgatott.
Minden esetre ezek után igazoltan bizonyítani lehetett a községi pártpolitikai vezetőségnek, hogy milyen sok fiatal munkásköltő alkot Szabadkán és nincs akadálya az ifjúsági irodalmi lap indításának. Ellenben Kollár politikai naivitására vallott, hogy csak magyar lapról beszélt, ezért a lap alapítási ülésére nem hívták meg. Nélküle hozták meg a döntést a magyar nyelvű Jelen és a szerb nyelvű Sada ifjúsági testvérfolyóiratok indításáról.
A magyar nyelvű Jelen főszerkesztőjévé Ruzman Rudolfot nevezték ki. Ruzman másnap megkereste és felkérte Kollárt, hogy írja a lapot, mert ő magyarul nem, csak szerbül tud írni. Mint főszerkesztő vállalta a felelősséget, Kollár pedig írta a botrányt keverő politikai vezércikkeit. Ruzman mindig kiállt mellette és megvédte, de a kommunista pártpolitikusok is rájöttek stratégiájára és  menesztették őt.
A Jelen 8 évet élt, ahogy Kollár elhagyta a szerkesztőségét másnap megszűnt.

## Képgaléria

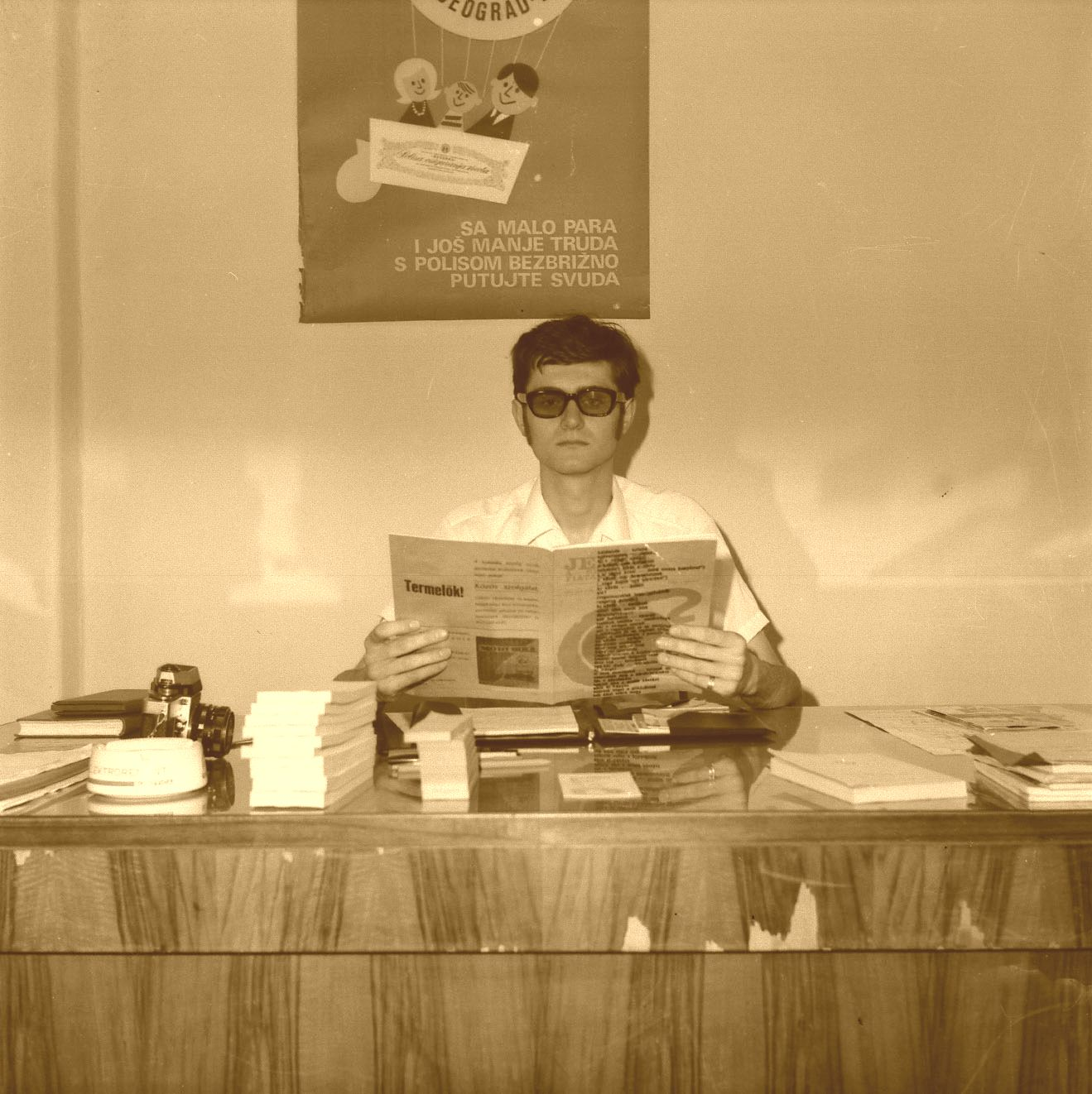
Kollár Ferenc, A Jelen szerkesztője

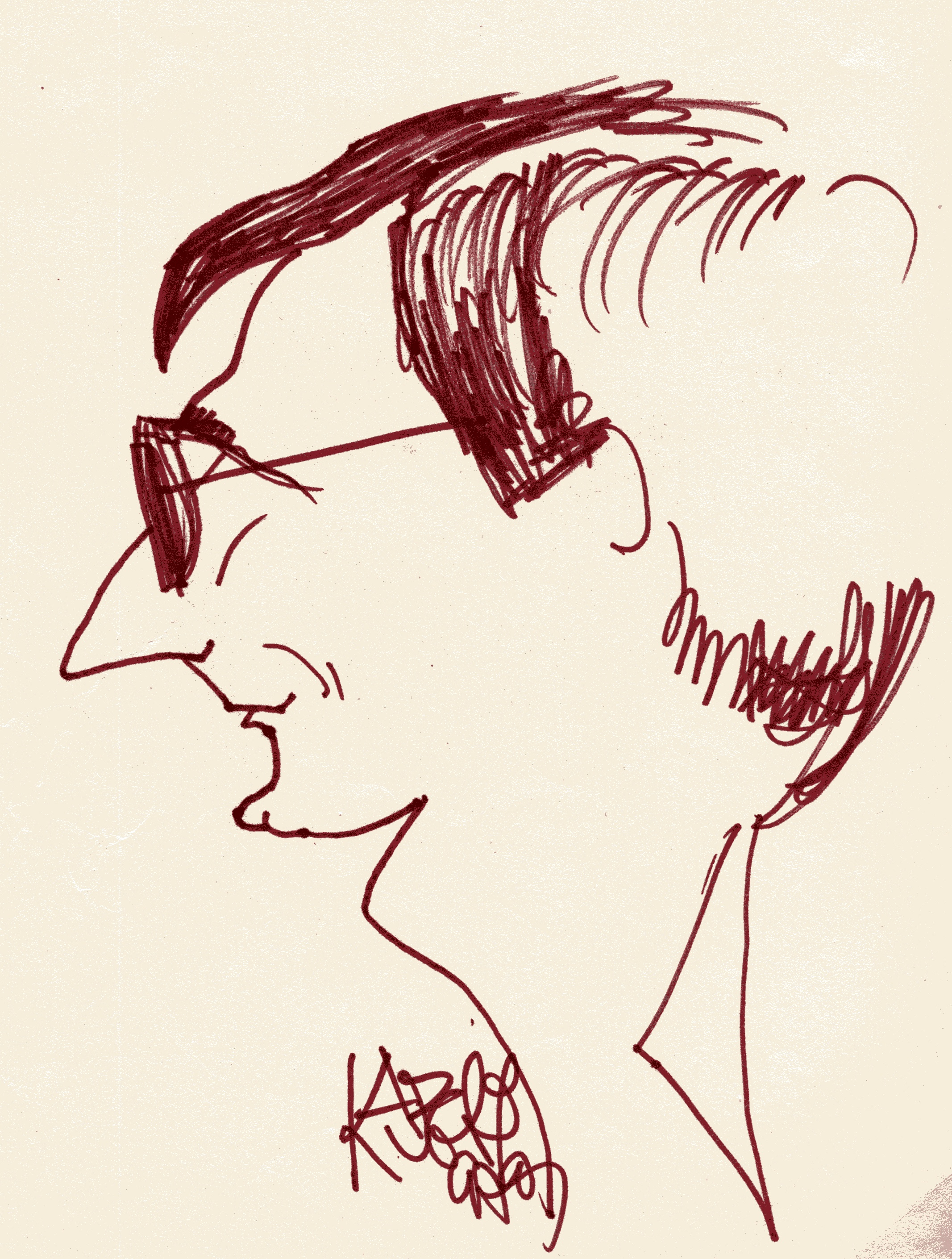
Kaupert Pál karikatúrája Kollár Ferencről - 1972

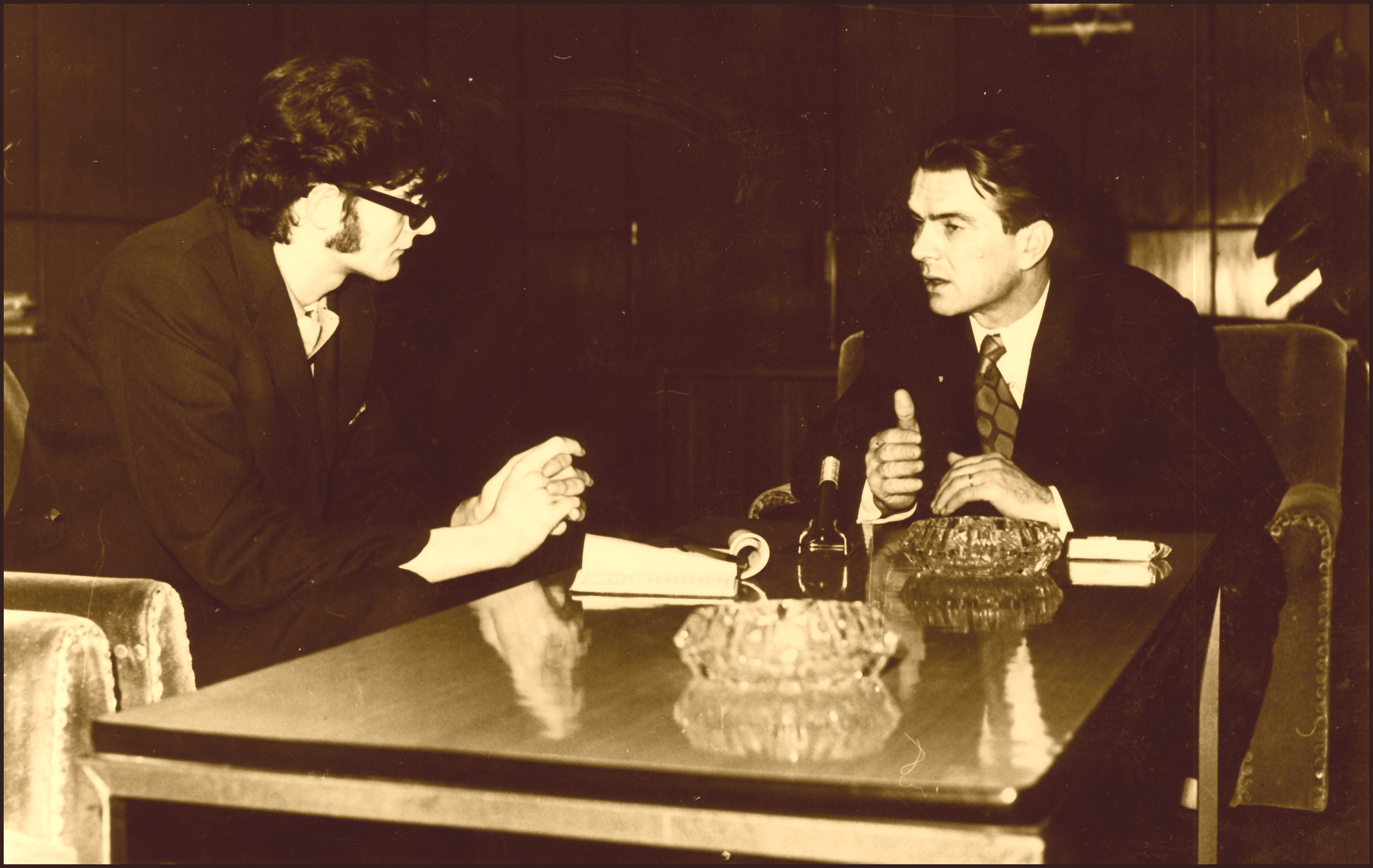
Bagi Károly polgármester nyilatkozik Kollár Ferenc mikrofonja elött- 1971

## Interjúk
- https://www.magyarszo.rs/hu/3381/hetvege/165724/Kl%C3%ADma--%C3%A9s-k%C3%B6rnyezetbar%C3%A1t-er%C5%91m%C5%B1.htm
- https://www.youtube.com/watch?v=GSqAkvkH9QQ